# .pe
A .pe Peru internetes legfelső szintű tartomány kódja, melyet 1991-ben hoztak létre. 2007. december 8-ig csak harmadik szintű tartományba lehetett domaint regisztrálni, ezek alá a második szintű domainek alá:

## Második szintű tartománykódok
- edu.pe – oktatási intézményeknek
- gob.pe – kormányzati intézményeknek
- nom.pe – személyeknek
- mil.pe – katonaságnak
- org.pe – nonprofit szervezeteknek
- com.pe – kereskedelmi szervezeteknek
- net.pe – internetszolgáltatóknak